# Andreasstraße (Erfurt)

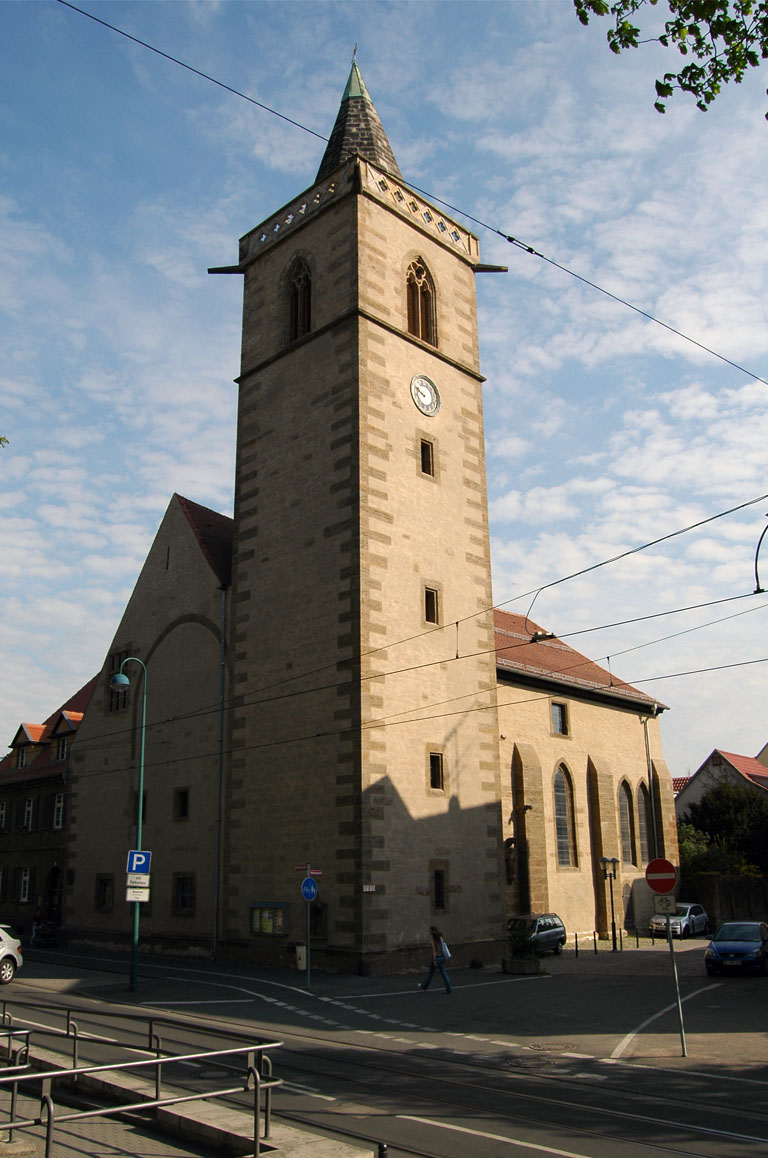
Die Andreaskirche an der Einmündung der Webergasse

Die Andreasstraße ist eine Straße in der Altstadt von Erfurt und verbindet als Hauptstraße des Andreasviertels über 600 Meter Länge den Domplatz im Süden mit der Nordhäuser Straße am Andreastor im Norden.

## Geschichte
Die Andreasstraße wurde 1322 als platea apud sa. Andream erstmals erwähnt. Zunächst hieß nur der nördliche Abschnitt zwischen der Marbacher Gasse und dem Andreastor so, während der südliche, leicht verbreiterte Teil (bis zur Einmündung der Marktstraße) den Namen Rübenmarkt trug. Nach der Zerstörung des Severiviertels 1813 wurde der Domplatz nach Norden erweitert, sodass der südliche Teil des Rübenmarkts im Domplatz aufging, während der nördliche Teil ab der Pergamentergasse zur Andreasstraße kam. Im Zuge der Entfestigung wurde das Andreastor am Ende der Straße 1882 abgerissen.

## Verkehr
Bis in die 1970er Jahre war die Andreasstraße die Hauptausfallstraße von Erfurt nach Nordwesten in Richtung Nordhausen und Mühlhausen. Mit der dann erfolgten Verkehrsberuhigung der Innenstadt verlor sie diese Funktion und wird hauptsächlich vom Anwohnerverkehr genutzt. Außerdem verkehren seit 1883 Straßenbahnen auf der Andreasstraße. Sie ist eine wichtige Radfahrstrecke zwischen dem Stadtzentrum und der Universität.

## Bebauung

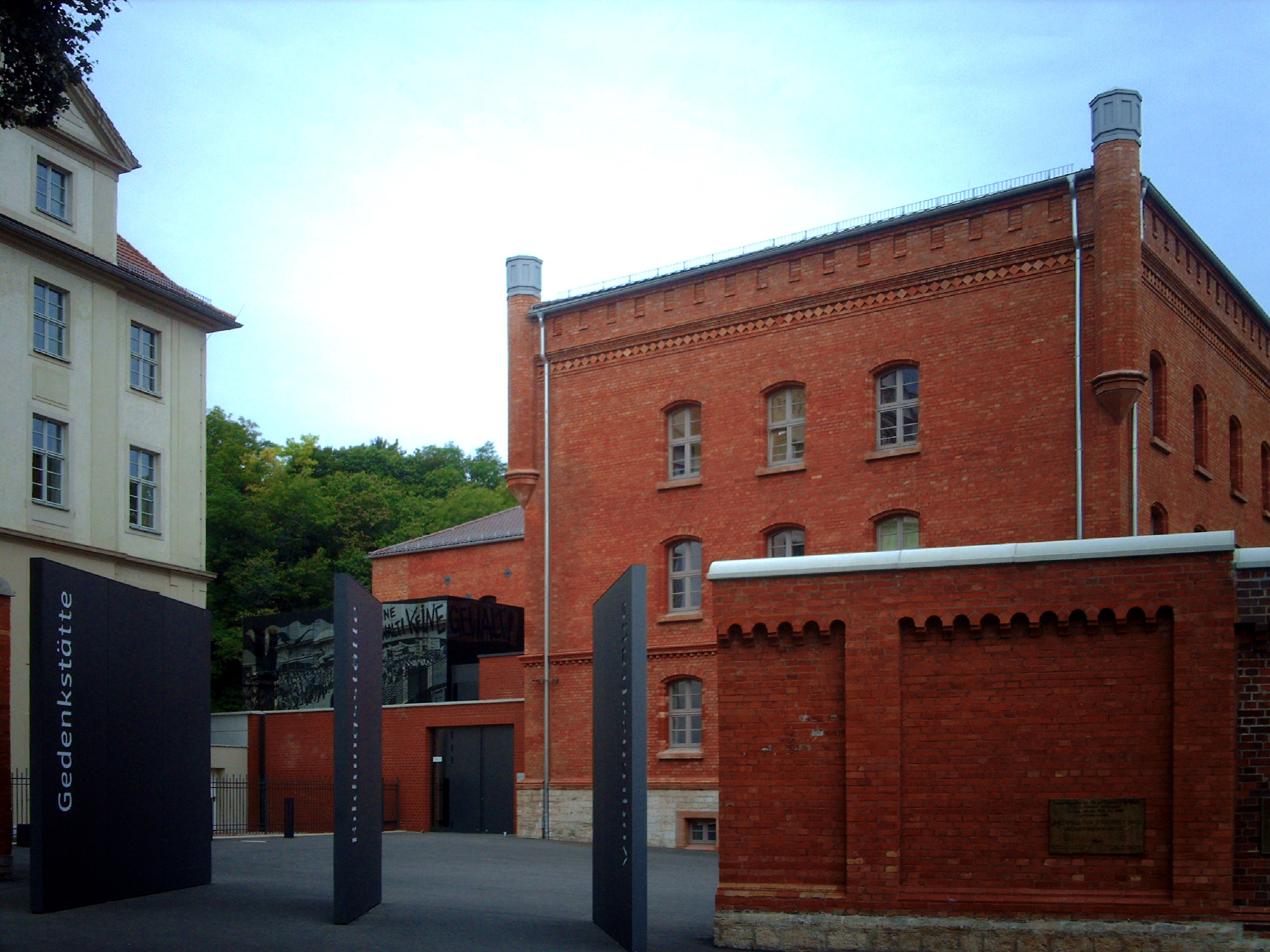
Eingang der Gedenkstätte Andreasstraße

Die Andreasstraße ist nur auf ihrer Ostseite durchgehend bebaut. Die Bebauung sind hauptsächlich frühneuzeitliche Häuser. Hier steht die Andreaskirche, die evangelische Pfarrkirche des Viertels, die in der Gotik entstand. An der Einmündung der Großen Ackerhofgasse liegt der Andreashof, ein altes Industriegebäude, das zu einem Seniorenwohnheim umgebaut wurde.
Auf der Westseite liegt die Zitadelle Petersberg und die Hangkante des Petersbergs. Nach der Niederlage der Festung entstand am Domplatz das Gebäude des Landgerichts und angrenzend, an der Andreasstraße, in Backsteinbauweise das Erfurter Gefängnis. Letzteres wurde von 1949 bis 1989 durch das Ministerium für Staatssicherheit als Untersuchungsgefängnis genutzt, dadurch wurde der Begriff „Andreasstraße“ zum Synonym für die benachbarte Stasi-Zentrale und das Gefängnis. Anfang Dezember 1989 waren diese Stasi-Gebäude die ersten in der DDR, die durch Demonstranten besetzt wurden. Seit 2012 befindet sich im ehemaligen Gefängnis die Gedenk- und Bildungsstätte Andreasstraße der Stiftung Ettersberg mit einer Ausstellung zur Geschichte des Hauses und der Stasi in Thüringen (Andreasstraße 37).
Das Gebäude der ehemaligen „Stasi-Zentrale des Bezirks Erfurt“, die jetzige Thüringer Landespolizeidirektion und „Polizeidirektion Erfurt“ (Andreasstraße 38), steht nördlich im Anschluss an das frühere Gefängnis. Es ist ein langgestreckter, repräsentativer Bau mit 34 Achsen, 4 Stockwerken, ausgebautem Dach- und Kellergeschoss und zwei großen Ecktürmen. Unter der Dachtraufe, über dem Hauptportal, steht irreführend die Jahreszahl „1949“, das Gebäude – in schlichtem Neobarock-Stil – stammt aus der NS-Zeit. Der Baubeginn als geplantes Behördenhaus war 1937/1938, auf Fotos von 1944 ist es in voller Ausdehnung einschließlich seiner beiden Ecktürme (viergeschossig, oktogonaler Grundriss, geschweifte Dachhauben) zu erkennen. Der Architekt war Wilhelm Pook.
Weiter nördlich (Andreasstraße 38a) schließt sich ein Gebäudekomplex der Deutschen Telekom AG an. Hervorgegangen ist er aus einem großen Plattenbau der DDR-Zeit, der nach der Wende äußerlich erheblich aufgewertet und durch einen Ergänzungsbau erweitert wurde. Nördlich dieser Gebäude folgen stattliche Wohnhäuser aus der Gründerzeit, welche nach der Wende saniert wurden.
In den Jahren 2012 und 2013 erfolgte eine umfassende Sanierung der Andreasstraße, in diesem Zusammenhang wurde stadtauswärts ein Radweg errichtet. Dabei wurde ein innovatives Beleuchtungskonzept auf LED-Technologie umgesetzt. Diese Lichtgestaltung gehörte 2013 zu den Gewinnern des vom BMBF veranstalteten Wettbewerbs „Kommunen in neuem Licht“. Die Kosten beliefen sich auf 1 Million Euro für die Installation dieser Beleuchtung. In einem Bericht von extra3 wurde berichtet, dass diese LED-Beleuchtung wohl sehr fehlerhaft war. Teile der LED-Lichter gingen immer wieder aus oder flackerten. Auch wurden die Gehwege nicht ausreichend beleuchtet. Es erfolgte deshalb der komplette Austausch der Lichter für 40.000 Euro, Stand 26. April 2018. Der aktuelle Stand im Jahr 2021 ist unbekannt.

## Belege
1. ↑  Kerstin Richter und Rudolf Benl: Erfordia turrita. Türmereiches Erfurt. Sutton -Verlag, Erfurt 2013. ISBN 978-3-95400-248-1. S. 30, 32. 60, 61
2. ↑  Gewinner BMBF-Wettbewerb „Kommunen in neuem Licht“. BMBF, abgerufen am 24. Juni 2014.
3. ↑  Realer Irrsinn: Lichter aus in Erfurt | extra 3 | NDR. Abgerufen am 24. März 2021 (deutsch).

Koordinaten: 50° 58′ 50,1″ N, 11° 1′ 19,6″ O